# Francesco Inghirami
Francesco Inghirami, född 23 oktober 1772 i Volterra, död 17 maj 1846 i Fiesole, var en italiensk arkeolog. Han var bror till Giovanni Inghirami och tillhörde samma släkt som Curzio Inghirami.
Inghirami var bibliotekarie, först i Volterra och sedan i Florens. Han grundade i Fiesole en litterärt artistisk anstalt, från vilken han utgav en mängd arkeologiska arbeten, vilka befunnits lida brist på kritik och tillbörlig noggrannhet, men innehåller ett rikligt, med utomordentlig flit samlad material, belyst av ett särdeles stort antal kopparstick. Hans främsta verk är Monumenti etruschi (1820–1827).